# Тев'є-Тевель (вистава)
«Те́в'є-Те́вель» — вистава Національного академічного драматичного театру імені Івана Франка, поставлена за українським перекладом Миколи Зарудного п'єси російського драматурга Григорія Горіна «Панахидна молитва» (рос. Поминальная молитва), написаною за мотивами збірки оповідань Шолом-Алейхема «Тев'є-Молочар».
Прем'єра вистави відбулася 23 грудня 1989 року. Незмінним виконавцем головної ролі протягом багатьох років залишався Богдан Ступка. Вистава є одним з найуспішніших проектів української театральної сцени останніх двох десятиріч — завжди проходила з аншлагом, а квитки на спектакль були надзвичайним дефіцитом.

## Анотація
…Тягне свій візок з молоком анатівський молочник Тев'є, розмірковуючи над такими звичними для кожної простої людини проблемами: як навести лад у великій родині, як зробити так, щоб п'ять дочок видати заміж за порядних людей, як заробити побільше грошей, від яких залежить існування.
Різних людей зустрічає герой на своєму шляху, по різному складаються їхні долі. Зустріч з київським студентом Перчиком, якого Тев'є приводить у свою сім'ю, закінчується від'їздом дочки Годл до далекого Сибіру, куди заслано її чоловіка-студента. Старша дочка Цейтл після невдалого сватання за м'ясника Лейзера, виходить за бідного, але рідного по натурі Тев'є кравця Мотла. Хава, найулюбленіша дочка Тев'є, поєднує свою долю з російським хлопцем Федором. І батько, проклинаючи її, знов звертається до єдиного свого порадника — Бога, чекаючи надії на краще. Сподівання розбиваються одне за одним, але Тев'є, великий мрійник з Анатівки, навіть після смерті дружини, тримаючи в обіймах маленьку онуку Голду, оповідає їй про закономірність й логічність життєвого кола.
Ідея бажаного та недосяжного проходить крізь всі події вистави, яка вирішена в трагікомічному жанрі, де крізь сльози лунає сміх, де є місце гумору, дотепності. І, звичайно, колоритній музиці, без якої також не обходиться життя…

## Творчий склад
- Автор — Григорій Горін за мотивами збірки оповідань Шолом-Алейхема «Тев'є-Молочар»
- Режисер-постановник — Сергій Данченко
- Режисер — Дмитро Чирипюк
- Сценографія — Данило Лідер[3]
- Художник — Михайло Глейзер
- Композитор — Михайло Глуз
- Балетмейстер — Борис Каменькович
- Викладач-репетитор — Наталія Осипенко
- Хормейстер — Анатолій Навроцький
- Художник по світлу — Віктор Святненко

## Дійові особи та виконавці
- Тев'є — Богдан Ступка
- Перчик — Остап Ступка, Арсен Тимошенко, Ярослав Гуревич
- Урядник — Валерій Дудник, Олег Шаварський
- Лейзер-Вольф — Василь Баша, Олексій Пєтухов, Василь Мазур
- Голда — Тамара Горчинська, Наталія Лотоцька
- Цейтл — Ірина Дворянин
- Годл — Леся Липчук
- Хава — Оксана Батько, Інна Капінос
- Степан — Євген Шах
- Менахем — Володимир Абазопуло (старший), Володимир Коляда
- Мама Менахема — Наталія Омельчук
- Мотл — Назар Задніпровський, Богдан Бенюк, Олександр Шкребтієнко, Дмитро Чернов
- Шинкар Войцех — Володимир Коляда, Петро Панчук
- Федір — Іван Кадубець
- Ребе — Олексій Петухов
- Батюшка — Сергій Семенов

## Вистава у фестивалях та на гастролях
Виставу було показано на фестивалях:
- «Березіль» (Україна)
- «Театральні зірки Росії»
- I Міжнародний фестиваль ім. А. Чехова (Росія, Москва)
- IV Міжнародний фестиваль мистецтв імені Соломона Міхоелса
- Всеросійський фестиваль «Театр Григорія Горіна»

Під час гастрольних поїздок театру виставу було показано у Росії, Німеччині, Польщі, США (тричі — у Нью-Йорку, Чикаго та Філадельфії).

## Хронологія вистави
- 1989, 23 грудня — Прем'єра вистави
- 2004 — 300-й показ вистави
- 2008, 23 грудня — 350-й показ вистави у день 19-річчя[4]
- 2009, 23 грудня — Ювілейна вистава на честь 20-річчя (Богдан Ступка вийшов на сцену у ролі Тев'є 362-й раз)[5]
- 2012 — Після смерті Богдана Ступки вистава не виконувалась на честь поваги пам'яті актора, натомість, проводиться відеопоказ вистави.[6]

## Факти
- У 1993 році сценограф Данило Лідер та виконавці головних ролей Богдан Ступка (Тев'є) та Наталія Лотоцька (Голда) були нагороджені за виставу «Тев'є-Тевель» Шевченківською премією, що становила на той момент 200 тисяч карбованців.
- Після 300-го показу вистави (у 2004 році) Богдан Ступка був удостоєний титулу «Жива легенда».
- Онука Шолом-Алейхема Бел Кауфман під час гастролей вистави у Нью-Йорку визнала Богдана Ступку «найкращим Тев'є-молочником».

## Поновлення 2019

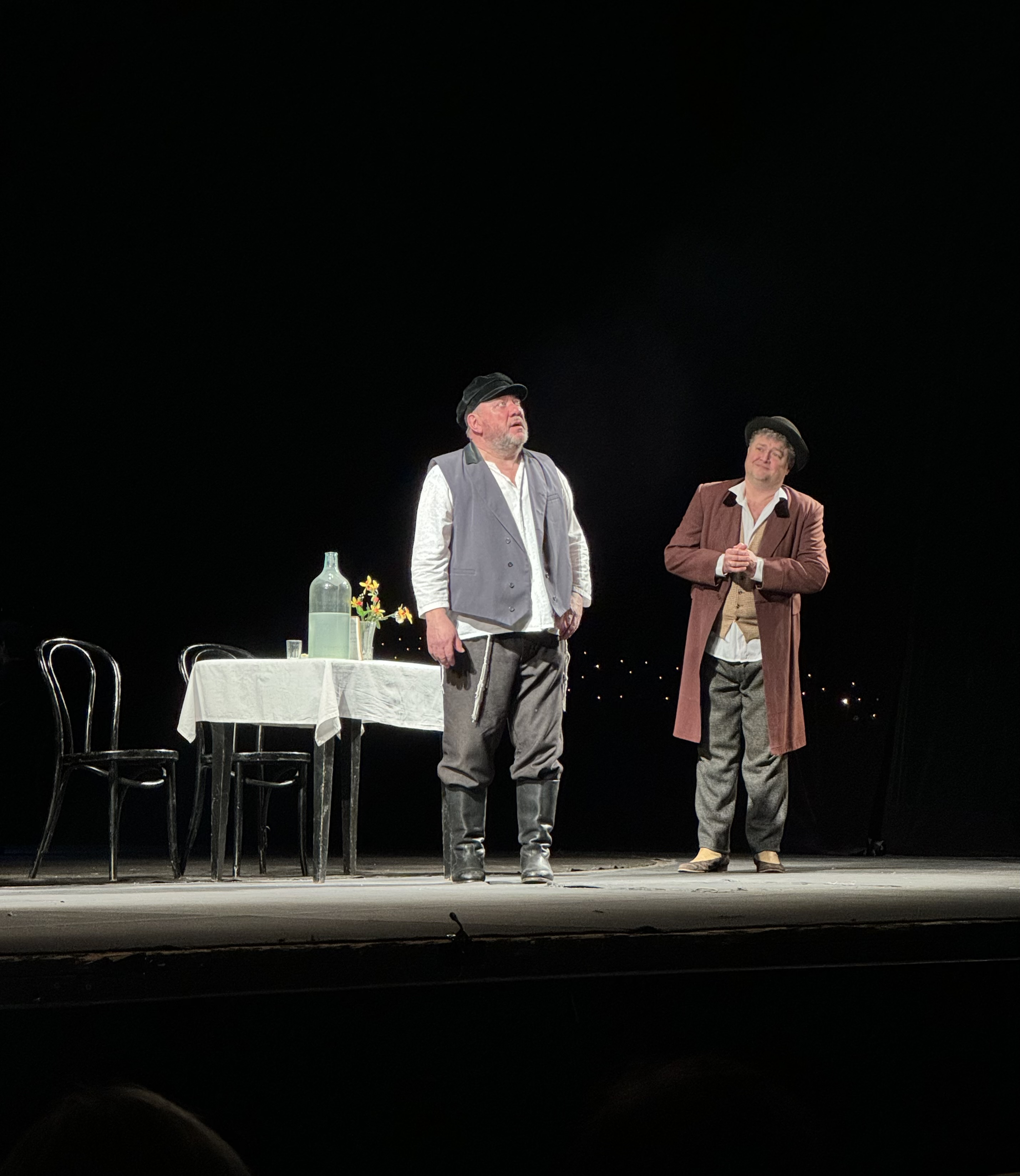
Богдан Бенюк (Тев'є) і Назар Задніпровський (Менахем), 2024

До 100-річного ювілею зі дня створення театру ім. Івана Франка було оголошено про відновлення легендарної вистави під назвою «Поминальна молитва». Прем'єру зіграли 11 вересня 2019 року. У ролі Тев'є на сцену вийшов Богдан Бенюк, режисер поновлення — Дмитро Чирипюк. Театральна критика майже повністю промовчала щодо постановки, критичний розбір на порталі «Театральна риболовля» вийшов під заголовком «„Поминальна молитва“ у стилістиці „Старих пісень про головне“», а театрознавиця та дружина Данила Лідера Кіра Пітоєва відмітила: